# Mirza Ghalib
Mirza Ghalib, właśc. Mirza Asadullah Chan Ghalib (ur. 27 grudnia 1797 w Agrze, zm. 15 lutego 1869 w Delhi) – poeta indyjski, tworzący w języku urdu i perskim.
Urodził się w artystokratycznej rodzinie w Agrze i odebrał klasyczną mogolską edukację, przy czym celował szczególnie w perskim języku i literaturze. W wieku 15 lat przeniósł się do Delhi i z wyjątkiem dwuletniego pobytu w Kolkacie (1828–1830), kiedy bez powodzenia starał się uzyskać u władz kolonialnych podwyższenie swojej pensji, miał spędzić w tym mieście resztę życia. W 1850 dwór w Delhi zlecił mu napisanie historii dynastii Wielkich Mogołów. W następnych latach Bahadur Szah II nadał mu kilka honorowych tytułów, zaś w 1854 wybrał go do poprawiania swoich wierszy. Po rewolcie sipajów padło na niego podejrzenie udziału w buncie i Brytyjczycy na pewien czas zawiesili jego pensję. Niemniej jego materialny status wkrótce się poprawił, ponieważ od 1859 grant wypłacał mu nawab Rampuru. Zmarł po długiej chorobie i został pochowany w Delhi.
Poza osobistymi nieszczęściami (stracił ojca w wieku pięciu lat, a wszystkich siedmiu jego synów zmarło w dzieciństwie) życie Ghaliba było raczej ciche i bezbarwne. Właściwym tematem jego poezji jest jego życie wewnętrzne i trudno w niej znaleźć ślady jakichkolwiek wydarzeń epoki, przy czym przeważa w niej nastrój melancholii. Pomimo pewnej sufickiej obrazowości, która była częścią tradycyjnego stylu, wydaje się być niezbyt wrażliwy nawet na kwestie religijne. W jednym ze swoich listów stwierdził, że ceni sobie każdą ludzką istotę, muzułmanina, hindusa czy chrześcijanina, i uważa każdego za swojego brata. On sam za swoje główne dziedzictwo uważał wiersze w języku perskim, ale dla przyszłości o wiele większe znaczenie miał jego dywan urdu, co wiąże się z upadkiem znaczenia perskiego w brytyjskich Indiach. Pomimo ekstremalnie perskiego stylu jego wiersze w urdu charakteryzują się pełną pasji intensywnością myśli, co przynajmniej częściowo może mieć źródło we wpływie pierwszego poetyckiego mistrza Ghaliba, Bedila.
Ghalib był także autorem zbioru listów w urdu, których prostota była wedle krytyków ich głównym i rewolucyjnym aspektem, zapewniając im status niezrównanego wzoru bezpośredniej, niewymuszonej ekspresji. To dzięki nim może być uznawany za ojca współczesnej prozy w urdu. Jeśli chodzi o współczesną poezję w tym języku, to wywodzi się od niego tylko jej aspekt intelektualny i psychologiczny, ponieważ jego zupełny brak zainteresowania światem zewnętrznym sprawił, iż nie był adekwatnym źródłem inspiracji dla nowoczesnych poetów realistycznych. Chociaż przyćmione przez jego dorobek w urdu jego osiągnięcia w zakresie poezji perskiej pozostają równie ważne i można go uznawać za ostatniego wielkiego przedstawiciela stylu indyjskiego. Podczas gdy jego ulubionym gatunkiem poetyckim w urdu jest gazel, to dużą część jego perskiej twórczości stanowią kasydy, w większości adresowane do jego najważniejszego patrona, Bahadura Szaha II, ale również władców Rampuru i królowej Wiktorii.
Według Christophera Shackle'a duma Ghaliba z jego neoklasycznych perskich wierszy „została w większości zapomniana w trakcie jego pośmiertnego wyniesienia na sam szczyt klasycznego panteonu urdu. Niewiele wierszy urdu osiągnęło tak nieprzemijający obieg jak najbardziej znane przykłady z dywanu urdu Ghaliba, podczas gdy w prozie jego listy w urdu pokazują zarówno działanie jego wielkiej poetyckiej inteligencji jak i postępujący upadek kultury pielęgnującej poetycką sztukę dla której praktykowania żył”.